# Acanthosyris annonagustata
Acanthosyris annonagustata är en sandelträdsväxtart som beskrevs av C. U. Ulloa & P. M. Jorgensen. Acanthosyris annonagustata ingår i släktet Acanthosyris och familjen sandelträdsväxter. Inga underarter finns listade i Catalogue of Life.